# Джефферсон (гора, Невада)
Дже́фферсон (англ. Mount Jefferson) — гора в округе Най (штат Невада, США). Имея высоту 3641 метр над уровнем моря, является 4-й по высоте горой штата. Самая высокая точка земной поверхности в радиусе 145 километров. Джефферсон расположена на территории дикой природы Альта-Токима в национальном лесу Гумбольдт—Тоиябе. Ближайшие к горе населённые пункты — маленькие городки Карверс и Раунд-Маунтин, ближайшая автодорога — SR 376. Соседние вершины этой же горы носят незатейливые названия Северная вершина (3603 м) и Средняя вершина (3564 м).
Гора относительно легка для восхождения, практически до вершины можно подняться на полноприводном автомобиле.